# 1609
| [ Edytuj tabelę ]              | |
| Król Polski                    | - 1587 Zygmunt III Waza 1632 |
| Współksiążęta Andory           | - 1588 Andreu Capella 1609 - 1572 Henryk IV Burbon 1610                                                                                    |
| Król Anglii i Szkocji          | - 1603 Jakub I 1625 |
| Elektor Brandenburgii          | - 1608 Jan Zygmunt 1619 |
| Książę Bawarii                 | - 1597 Maksymilian I Bawarski 1623 |
| Sułtan Brunei                  | - 1605 Hassan 1619 |
| Cesarz Chin                    | - 1572 Wanli 1620 |
| Król Czech                     | - 1576 Rudolf II Habsburg 1611 |
| Król Danii                     | - 1588 Chrystian IV 1648 |
| Dalajlama                      | - 1589 Jonten Gjaco 1616 |
| Cesarz Etiopii                 | - 1606 Susnyjos I 1632 |
| Król Francji                   | - 1589 Henryk IV 1610 |
| Król Hiszpanii                 | - 1598 Filip III 1621 |
| Landgraf Hesji-Kassel          | - 1592 Maurycy Uczony 1627 |
| Stadhouder Holandii            | - 1584 Maurycy Orański 1625 |
| Szach Iranu                    | - 1587 Abbas I Wielki 1629 |
| Państwo Wielkich Mogołów       | - 1605 Dżahangir 1627 |
| Król Irlandii                  | - 1603 Jakub I Stuart 1625 |
| Cesarz Japonii                 | - 1586 Go-Yōzei 1611 |
| Kalif                          | - 1603 Ahmed I 1617 |
| Patriarcha Konstantynopola     | - 1607 Neofit II 1612 |
| Władca Korei                   | - 1608 Kwanghaegun 1623 |
| Książę Kurlandii i Semigalii   | - 1587 Fryderyk Kettler 1642 - 1587 Wilhelm Kettler 1616                                                                                   |
| Książę Liechtensteinu          | - 1608 Karol I 1627 |
| Król Nawarry                   | - 1572 Henryk III 1610 |
| Król Norwegii                  | - 1588 Chrystian IV 1648 |
| Sułtan Omanu                   | - 1560 Abd Allah ibn Muhammad 1624 |
| Elektor Palatynatu             | - 1583 Fryderyk IV 1610 |
| Papież                         | - 1605 Paweł V 1621 |
| Książę Parmy i Piacenzy        | - 1592 Ranuccio I 1622 |
| Król Portugalii                | - 1598 Filip II 1621 |
| Książę w Prusach               | - 1568 Albrecht Fryderyk 1618 - 1608 Jan Zygmunt 1620                                                                                      |
| Car Rosji                      | - 1606 Wasyl IV Szujski 1610 |
| Cesarz Rzymski (niemiecki)     | - 1576 Rudolf II Habsburg 1612 |
| Kapitanowie Regenci San Marino | - 1608 Pietro Tosini Corbelli Teodoro Leonardelli 1609 - 1609 Orazio Belluzzi Orazio Giangi 1609 - 1609 Girolamo Gozi Lattanzio Valli 1610 |
| Elektor Saksonii               | - 1591 Krystian II Wettyn 1611 |
| Król Szkocji                   | - 1567 Jakub VI 1625 |
| Król Szwecji                   | - 1599 Karol IX Waza 1611 |
| Król Tajlandii                 | - 1605 Eka Thotsarot 1610 |
| Sułtan Turków                  | - 1603 Ahmed I 1617 |
| Doża Wenecji                   | - 1606 Leonardo Donato 1612 |
| Król Węgier                    | - 1608 Maciej 1619 |
| Książęta Wirtembergii          | - 1608 Jan Fryderyk 1628 |

Rok 1609 / MDCIX
stulecia: XVI wiek ~
XVII wiek ~
XVIII wiek

lata: 1599 «
1604 «
1605 «
1606 «
1607 «
1608 «
1609
» 1610
» 1611
» 1612
» 1613
» 1614
» 1619

## Wydarzenia w Polsce
- 15 stycznia–26 lutego – w Warszawie obradował sejm zwyczajny[1].
- 28 lutego:
  - wojna polsko-szwedzka: wojsko hetmana wielkiego litewskiego Jana Karola Chodkiewicza zaatakowało bronioną przez Szwedów Parnawę, zdobywając ją 2 marca.
  - Sokółka uzyskała prawa miejskie.
- 2 marca – wojna polsko-szwedzka: kapitulacja Szwedów w oblężonej Parnawie.
- 11 marca – wybuchła wojna polsko-rosyjska (1609–1618).
- 23/24 marca – wojna o Inflanty: zwycięstwo floty polskiej nad szwedzką w bitwie morskiej pod Salis.
- 24 maja – Zygmunt III Waza wraz z rodziną i dworem opuścił Wawel przenosząc się na stałe do Warszawy
- 21 sierpnia – przeciwnicy religijni unii brzeskiej dokonali w Wilnie nieudanego zamachu na życie biskupa Adama Pocieja[2].
- 6 października – wojna polsko-szwedzka: Jan Karol Chodkiewicz pokonał Szwedów w bitwie nad Gawią.
- 9 października - Rzeczpospolita odzyskuje Dynemund po kapitulacji szwedzkiej załogi[3].
- Adam Wacław cieszyński przeszedł na katolicyzm[4].
- W Krakowie powstał pierwszy klasztor bonifratrów w Polsce.
- Koalicja antypolska zawarta między Szwecją i Rosją, która stała się bezpośrednią przyczyną wybuchu wojny polsko-rosyjskiej 1609–1618.
- Koniec rokoszu Zebrzydowskiego.

## Wydarzenia na świecie
- 15 stycznia – w Dolnej Saksonii rozpoczęto regularne wydawanie gazety z wiadomościami.
- 25 marca – do służby w Holenderskiej Kompanii Wschodnioindyjskiej wszedł „Halve Maen”, okręt żeglarza i odkrywcy Henry’ego Hudsona.
- 9 kwietnia:
  - wojna osiemdziesięcioletnia: zawarto dwunastoletni rozejm pomiędzy Hiszpanią a zbuntowanymi prowincjami niderlandzkimi.
  - król Hiszpanii Filip III wydał edykt nakazujący wygnanie Morysków.
- 12 kwietnia – Niderlandy proklamowały niepodległość.
- 20 maja – wszystkie 154 wiersze Williama Szekspira ukazały się w kolekcji w 1609 roku, owa książka zatytułowana była Shake-Speares Sonnets, obejmowała ona 152 wcześniej niepublikowanych wierszy.
- 9 lipca – cesarz Rudolf II wydał list majestatyczny gwarantujący protestantom w Czechach wolność wyznania.
- 10 lipca – w Niemczech została założona Liga Katolicka.
- 20 sierpnia – cesarz Rudolf II wydał list majestatyczny gwarantujący protestantom w Śląsku wolność wyznania.
- 25 sierpnia – Galileo Galilei zademonstrował Wenecjanom swój pierwszy teleskop.
- 28 sierpnia – Henry Hudson jako pierwszy Europejczyk wylądował w Delaware.
- 4 września – angielski żeglarz Henry Hudson dopłynął do brzegu wyspy Manhattan.
- 12 września – Henry Hudson odkrył ujście obecnej rzeki Hudson.
- 29 września – V wojna polsko-rosyjska: wojska polsko-litewskie rozpoczęły oblężenie Smoleńska.
- 30 listopada – Galileusz rozpoczął obserwację teleskopową Księżyca oraz szkicowanie jego powierzchni.
- 8 grudnia – w Mediolanie otwarto Bibliotekę Ambrozjańską.
- Brytyjczycy przybili do wyspy North Island i jako pierwsi Europejczycy postawili stopę na Seszelach.
- Zawarto Ligę Katolicką.
- Jan Kepler, wierząc w zasadniczą słuszność teorii Kopernika, opublikował pracę z której wynikało jednoznacznie, że planety nie krążą wokół Słońca po okręgach, jak przyjmował Kopernik – pierwsze dwa prawa Keplera. Trzecie prawo zostało opublikowane w roku 1619.

## Urodzili się
- 10 marca – Grzegorz Jan Zdziewojski, polski duchowny katolicki, teolog, działacz kontrreformacji, poeta (zm. ok. 1685)
- 18 marca – Fryderyk III, król Danii i Norwegii (zm. 1670)
- 22 marca – Jan II Kazimierz, król Polski w latach 1648–1668 (zm. 1672)
- 25 listopada – Henrietta Maria, córka króla Francji Henryka IV, żona Karola I, króla Anglii i Szkocji (zm. 1669)
- data dzienna nieznana: 
  - Krzysztof Opaliński, poeta (zm. 1655)
  - Jakub Weiher, wojewoda malborski, założyciel Wejherowa (zm. 1657)

## Zmarli
- 25 marca – Jan Wilhelm, książę Kleve, Jülich i Bergu, hrabia Mark i Ravensbergu, ostatni władca połączonych księstw westfalskich, biskup-elekt Münsteru i administrator tego biskupstwa (ur. 1562)
- 4 kwietnia – Charles de L’Écluse (Kluzjusz) – francuski lekarz i botanik (ur. 1526)
- 25 czerwca – Julius d’Austria, nieślubny syn cesarza Rudolfa II Habsburga (ur. 1586)
- 9 października – Jan Leonardi, włoski ksiądz, założyciel Kleryków Regularnych Matki Bożej (ur. 1541)
- Data dzienna nieznana:
- Mikołaj Gomółka, pierwszy polski kompozytor narodowy (ur. ok. 1535)

## Święta ruchome
- Tłusty czwartek: 26 lutego
- Ostatki: 3 marca
- Popielec: 4 marca
- Niedziela Palmowa: 12 kwietnia
- Wielki Czwartek: 16 kwietnia
- Wielki Piątek: 17 kwietnia
- Wielka Sobota: 18 kwietnia
- Wielkanoc: 19 kwietnia
- Poniedziałek Wielkanocny: 20 kwietnia
- Wniebowstąpienie Pańskie: 28 maja
- Zesłanie Ducha Świętego: 7 czerwca
- Boże Ciało: 18 czerwca